# San Marco (Norcia)
San Marco è una frazione del comune di Norcia, nella provincia di Perugia.
Il paese si trova ad un'altitudine di 1.125 m s.l.m., su un colle che domina da un lato la piana di Santa Scolastica e, dall'altro, il corso della via Salaria.
Secondo i dati del censimento Istat del 2001, i residenti sono 18 (sammarcani).

## Storia
Il primo tipo di insediamento registrato in zona risale all'Età del Ferro, quando i primi abitanti costruirono un castelliere, cioè un insediamento di difesa, assai primitivo, sfruttando parzialmente la conformazione del terreno.
In seguito, nel Medioevo, i Longobardi costruirono ivi una curtis, che finì poi per cadere sotto la giurisdizione del Ducato di Spoleto. La chiesa del paese, invece, dipendeva dall'abbazia di Sant'Eutizio, in val Castoriana.
Tra gli abitanti di San Marco che assursero a cariche importanti, ricordiamo i consoli Giovanni di Gennaro e Luca di Bucciarello (1437), Antonio di Pietropaolo (1525), Terenzio di Costanzo (1614), Alessandro di Gian Benedetto (1621).
Il castello attuale venne costruito tra la fine del XIII e l'inizio del XIV secolo.

## Monumenti e luoghi d'arte
- Chiesa del Santo Protettore (XIII secolo), ridotta in rovina;
- Chiesa dell'Annunziata (XV secolo), detta anche Madonna di Castelvecchio, all'interno ospita affreschi del '600 ed un altorilievo del '400;
- Chiesa dei ss. Giovanni e Marco.

## Sport
- Trekking
- Passeggiate a cavallo
- Sci di fondo
- Mountain bike
- Running